# Thève
La Thève est une rivière française coulant dans les départements de Seine-et-Marne, de l'Oise et du Val-d'Oise, dans les deux régions Hauts-de-France et Île-de-France, et affluent de la rive gauche de l'Oise et donc sous-affluent du fleuve la Seine.

## Géographie
Longue de 33,5 km, la Thève naît à Othis dans le nord-ouest de la Seine-et-Marne et se dirige d'abord vers le nord. Arrivée bientôt dans le département de l'Oise, elle oblique vers l'ouest, direction qu'elle maintiendra jusqu'à la fin de son parcours. Elle n'est qu'une rivière temporaire jusqu'au château de Saint-Sulpice-de-la-Ramée. Elle traverse l'étang de l'Épine situé sur le domaine de Vallière et la zone marécageuse de la prairie de Charlepont (marais des Joncs). Elle est divisée en deux bras de Lamorlaye au confluent :
- La Vieille Thève ;
- La Nouvelle Thève qui se jette dans l'Ysieux.

Elle marque la limite entre les Hauts-de-France au nord et l'Île-de-France au sud. Les deux Thève ont été canalisées pour le château de Baillon.
Elle se jette dans l'Oise en rive gauche au niveau de Lys-Chantilly, un peu au nord de l'abbaye de Royaumont.

### Communes et cantons traversés
Dans les trois départements de l'Oise, de la Seine-et-Marne, et du Val-d'Oise, la Thève traverse les treize communes suivantes de l'amont vers l'aval, de Dammartin-en-Goële (source), Othis, Ver-sur-Launette, Fontaine-Chaalis, Mortefontaine, Plailly, Thiers-sur-Thève, Pontarmé, Orry-la-Ville (Mongrésin), Coye-la-Forêt, Lamorlaye, Asnières-sur-Oise, Boran-sur-Oise.
Soit en termes de cantons, la Thève prend source dans le canton de Mitry-Mory, traverse les canton de Nanteuil-le-Haudouin, le canton de Senlis, le canton de l'Isle-Adam, conflue dans le canton de Chantilly, le tout dans les trois arrondissement de Meaux, arrondissement de Senlis, arrondissement de Sarcelles.

### Toponymes
La Thève a donné son hydronyme à la commune de Thiers-sur-Thève.
La Launette a donné hydronyme à la commune de Ver-sur-Launette.

### Bassin versant
Les cours d'eau voisins sont au nord la Nonette, à l'est la Launette, au sud le Croult et son affluent le Petit Rosne, à l'ouest l'Oise.

### Organisme gestionnaire
L'organisme gestionnaire est le SITRARIVE ou Syndicat intercommunal et interdépartemental d’aménagement et d’entretien de la Thève, de la vieille Thève, de la nouvelle Thève, du ru Saint Martin et de leurs affluents.

### Étangs traversés
- Étang de la Ramée ;
- Étang de l'Épine (qui semble pratiquement recouvert par l'île Molton, créée artificiellement en 1806 par le creusement d'un canal autour de cette butte[4]) rattaché à l'étang de Vallière ;
- Les étangs de Saint-André[5] entre Thiers-sur-Thève et Pontarmé, ces six étangs sont des lieux de pêche ;
- Étangs de Commelles. On distingue quatre étangs : "étang Commelles", "étang Chapron", "étang Neuf" et "étang de La Loge" où se trouve le château de la Reine Blanche et la source du rû Saint-Martin. Les quatre étangs sont des lieux de pêche. Les étangs séparent la forêt de Chantilly au nord de la forêt de Coye-la-Forêt au sud ;
- Étangs de l'abbaye de Royaumont, dans la vallée de la Nouvelle Thève.

### Climat de Senlis
| Mois                              | jan. | fév. | mars | avril | mai  | juin | jui. | août | sep. | oct. | nov. | déc. | année |
| --------------------------------- | ---- | ---- | ---- | ----- | ---- | ---- | ---- | ---- | ---- | ---- | ---- | ---- | ----- |
| Température minimale moyenne (°C) | 0,8  | 0,8  | 2,7  | 4,1   | 7,8  | 10,3 | 12,5 | 12,3 | 9,8  | 7    | 3,4  | 1,7  | 6     |
| Température maximale moyenne (°C) | 6,3  | 7,5  | 11   | 14,1  | 18,2 | 21,1 | 24   | 24,2 | 20,2 | 15,1 | 9,6  | 6,6  | 14,8  |
| Précipitations (mm)               | 60   | 45   | 53   | 46    | 66   | 62   | 59   | 49   | 58   | 66   | 59   | 67   | 689,4 |

## Affluents
La Thève a sept affluents référencés :
- l'Ysieux (rg[note 1]), 15 km avec deux affluents et de rang de Strhler trois.
- le ruisseau de la Batarde (rg), 8 km sur les cinq communes de Survilliers (source), Plailly, Pontarmé, La Chapelle-en-Serval, Orry-la-Ville (confluence) avec un seul affluent :
  - le Fosse01 de la commune de Pontarmé (rd), 1 km sur les trois communes de Plailly (source), La Chapelle-en-Serval, Plailly (confluence) sans affluent.
- le cours d'eau 01 de l'étang de Vailière (rg), 4 km sur la seule commune de Mortefontaine, sans affluent
- le cours d'eau 01 de la commune de Lamorlaye (rg) 3 km sur la seule commune de Lamorlaye sans affluent
- le Fossé du Grand Etang (rg), 3 km sur la seule commune de Othis avec un affluent :
  - le Fossé des Heurtreaux (rg), 2 km sur les deux communes de Moussy-le-Neuf (source) et Othis (confluence)
- le Fossé de Neuf Moulini (rg), 2 km sur les deux communes de Mortefontaine et Plailly, sans affluent et juste à l'est du parc Astérix
- la Fosse la Coque (rg), 1 km sur la seule commune de Thiers-sur-Thève, sans affluent

### Rang de Strahler
Donc son rang de Strahler est de quatre par l'Yzieux.

## Hydrologie
Son régime hydrologique est dit pluvial océanique.

### La Thève (totale) à Asnières-sur-Oise
la Thève a été observé du 1er février 1975 au 1er janvier 1985  à la station H7833030 la Thève (totale) à Asnières-sur-Oise pour un bassin versant de 133 km2 altitude inconnue
Le module ou moyenne annuelle de son débit est à Asnières-sur-Oise de 0,54 m3/s.
Son débit minimal est relevé en août avec 0,34 m3/s et maximal en mars avec 0,75 m3/s.

### Étiage ou basses eaux
La courte période d'observation de 9 ans n'a pas permis d'avoir ces chiffres.

### Crues
Le débit instantané maximal a été de 1,92 m3/s le 1er mars 1978 et le débit journalier maximal de 1,77 m3/s le 20 mai 1978.

### Lame d'eau et débit spécifique
La courte période d'observation de 9 ans n'a pas permis d'avoir ces chiffres.

## Aménagements et écologie
Sur son cours, on trouve les lieux-dits Étang la Raméée, Île Molton avec le dommaine de Vallière, le Plat d'eau, les Étangs de Saint-André au sud de la forêt de Pontarmé, le moulin d'Orry au sud-est de la forêt de Chantilly, les quatre étangs de Commelles au nord de la forêt de Coye, le moulin du Bois et le marias à 200 m de l'hyppodrome de Lamorlaye, puis la station d'épuration.

### ZNIEFF
Sur la Thève, on trouve la ZNIEFF de type 2 de 4 349 hectares 110120061 dénommées « Vallées de la Thève et de l'Ysieux »

## Étymologie
« Le nom " Thève est issu d'une racine celtique ou prè-celtique " Tar " ( tranquille). Attesté dès 798, il devint " Tère " en 1146, " Thèva " en 1228, " Tèra " en 1317. »

## Galerie

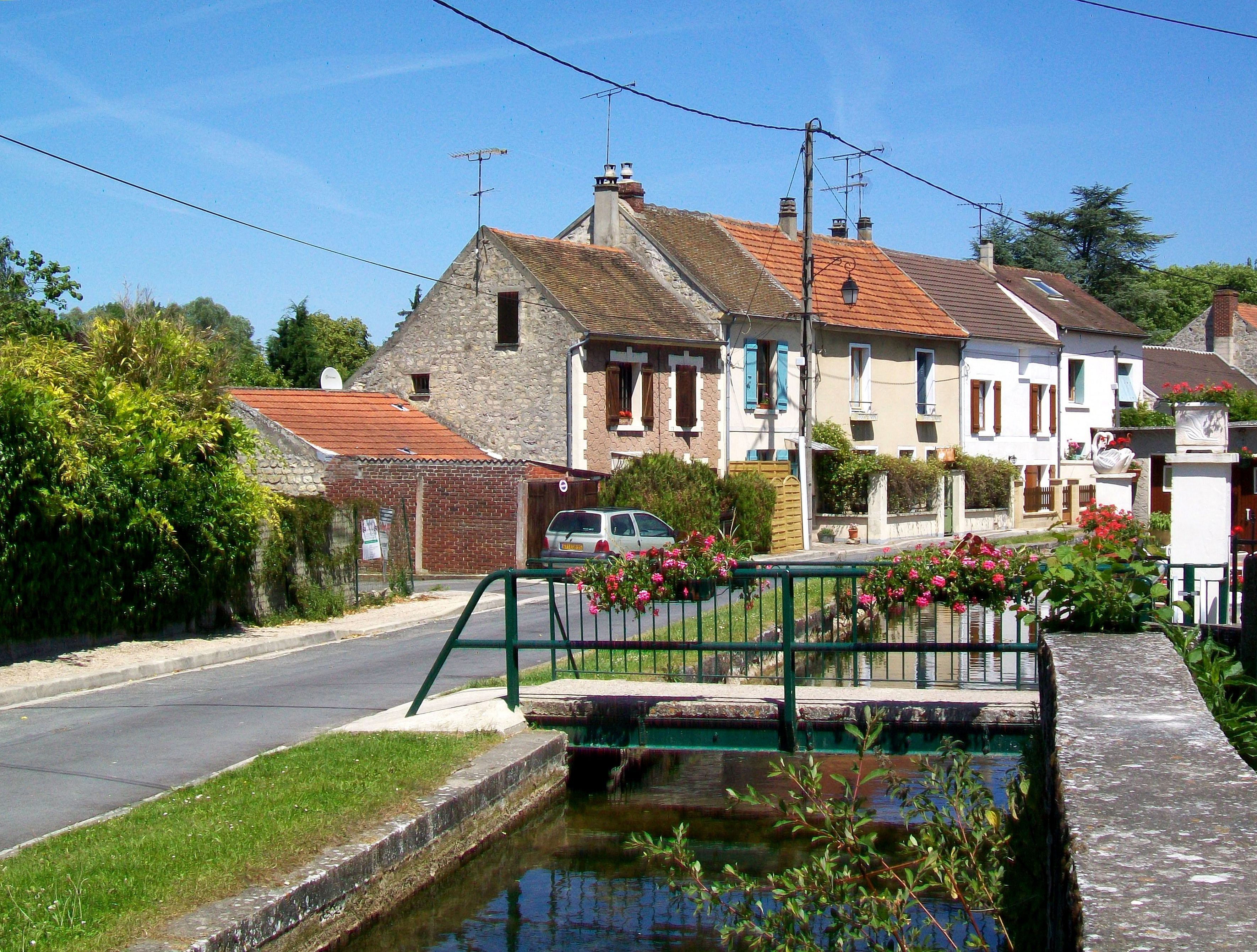
Asnières-sur-Oise (95), hameau de Baillon, rue des Marais.
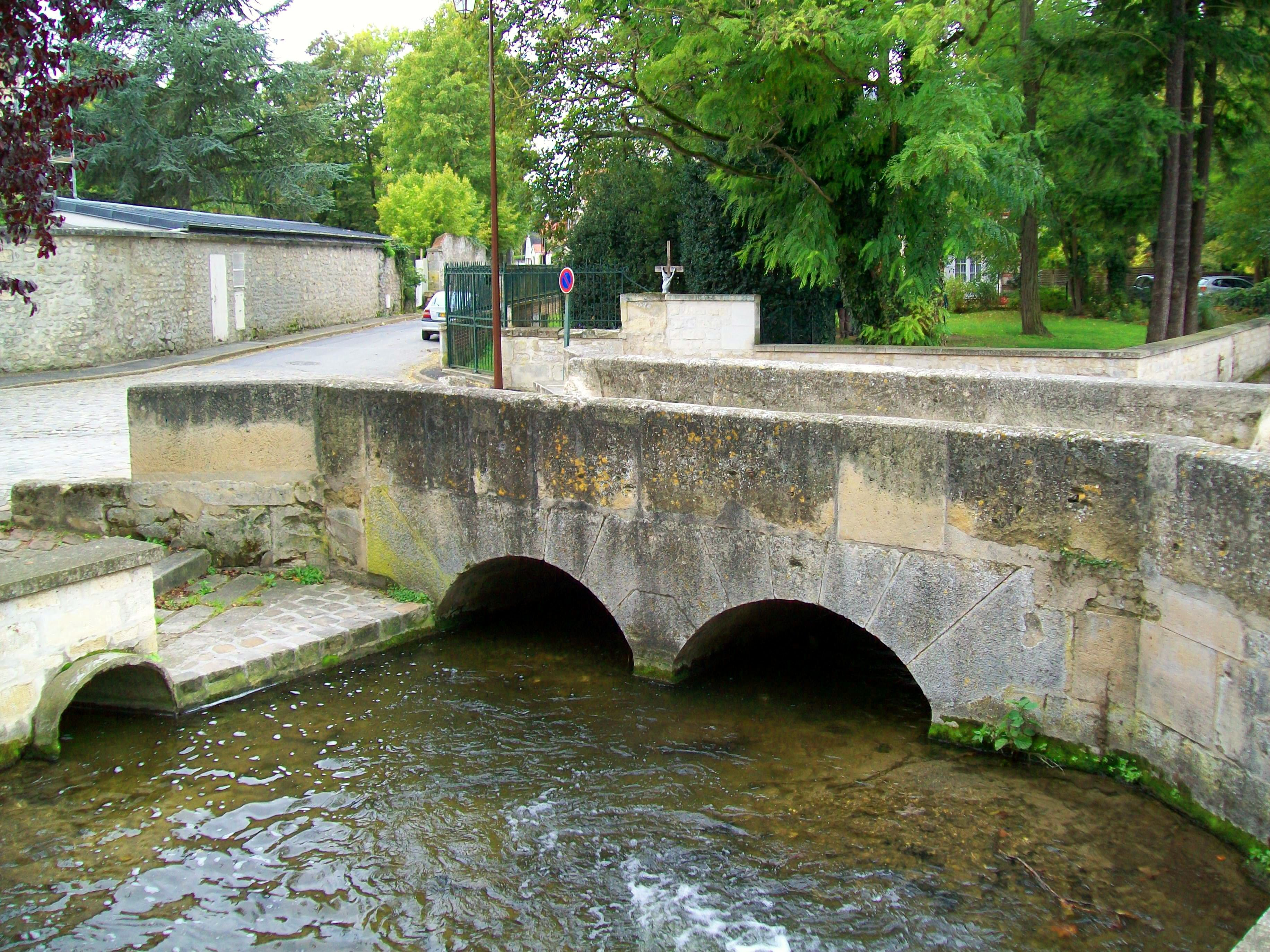
Coye-la-Forêt (60), le petit Pont sur la Thève.
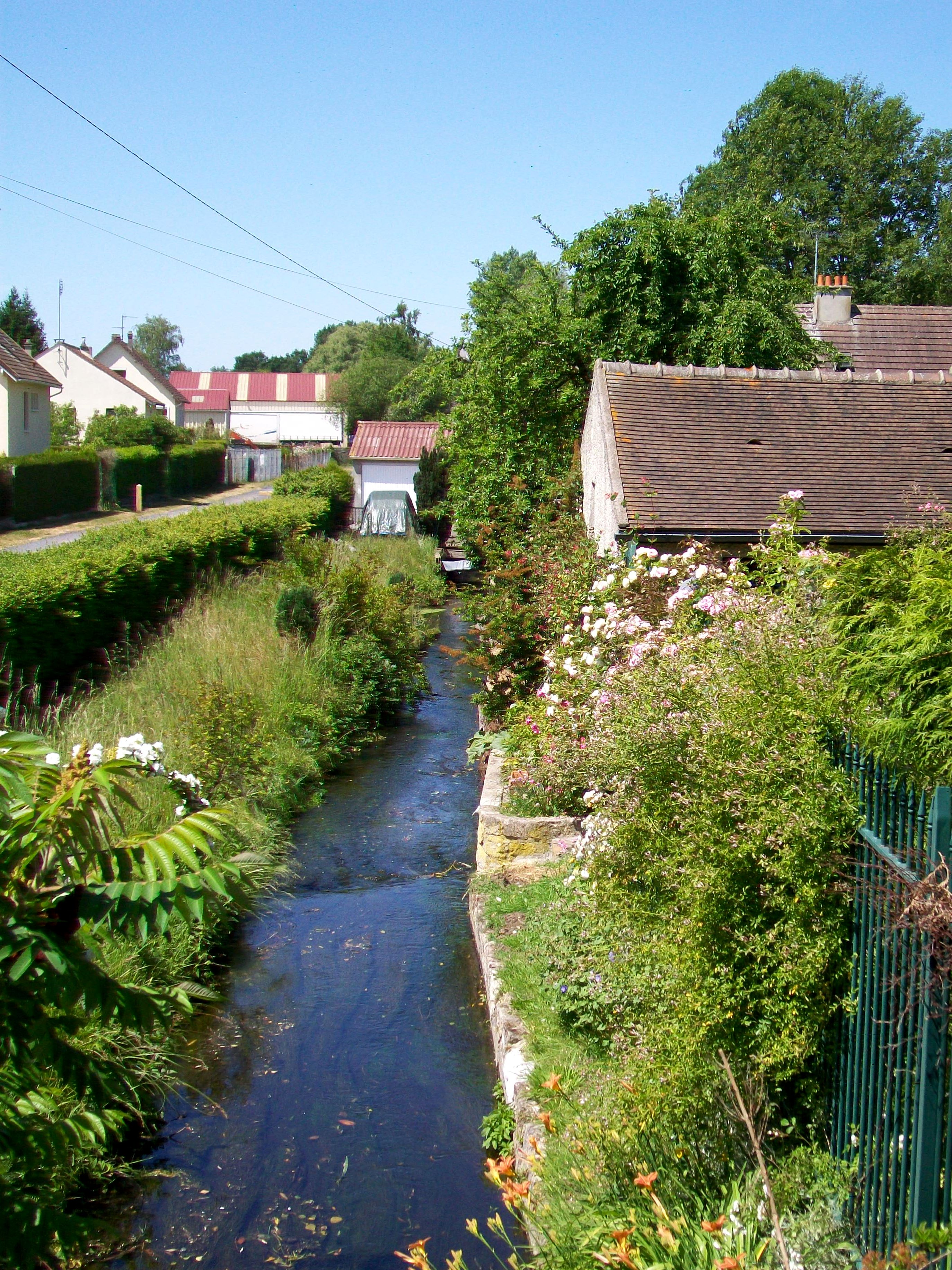
Lamorlaye (60), la vieille Thève.
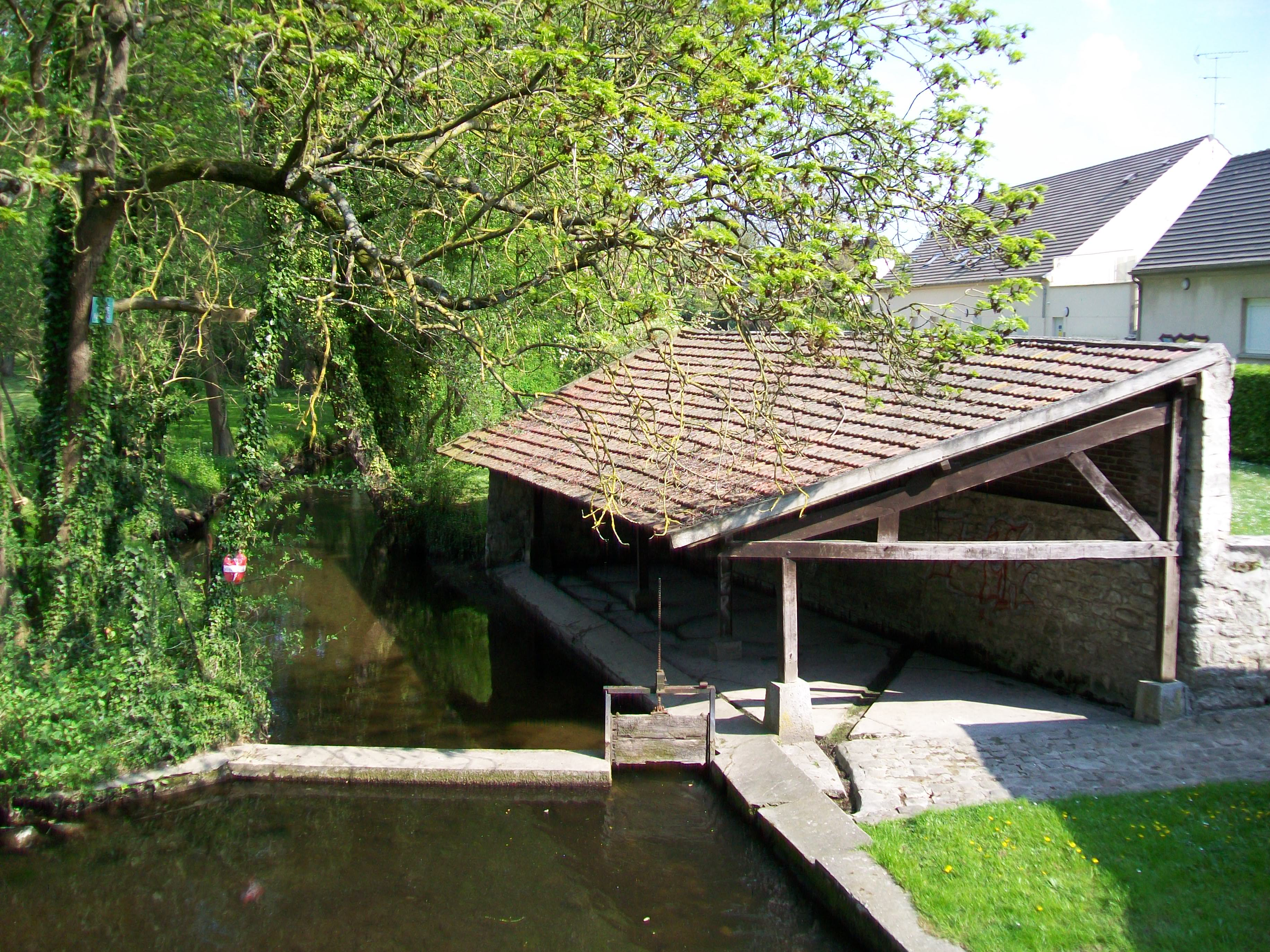
Pontarmé (60), lavoir sur la Thève.
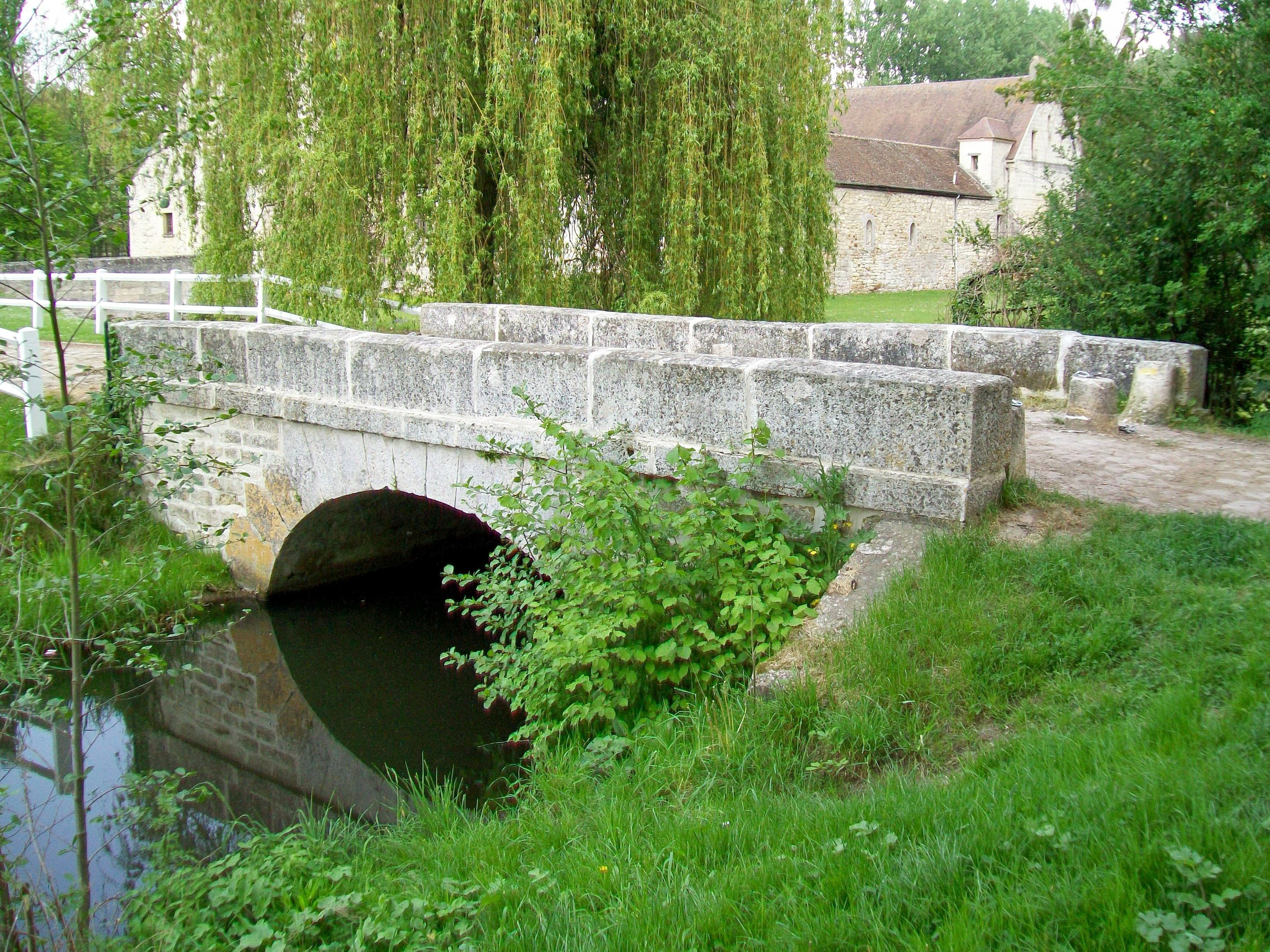
Pontarmé (60), pont sur la Thève près du château.